# Boldklubben Skjold
Boldklubben Skjold er en dansk fodboldklub, der blev stiftet i februar 1915. Klubben er beliggende på Østerbro i København og benytter Fælledparken og Ryparken til deres træningspas.
Foreningen var den første idrætsforening som indførte digitale afstemninger til generalforsamlingerne for at få flere medlemmer til at deltage i beslutningerne.
BK Skjold har i de første 15 år af dette århundrede været gennem en turbulent tid. Foreningen oplevede stor medlems- og sportslig frem- og tilbagegang. Sportslig nåede klubben i landets bedste række for kvinderne og næstbedste for herrerne. Klubben var fra 2010 og frem til 2014 præget af en større organisatorisk og økonomisk rekonstruktion.
Efter rekonstruktionen er det gået fremad på mange områder. Foreningen har i 2023 3.750 medlemmer heraf godt 3.500 fodboldspillere.
Både klubbens herrer og kvinder spiller i Danmarksserien/LigaØst, men derudover har klubben mange hold på alle niveauer af breddefodbold.
Udover fodbold tilbyder Skjold også en række andre aktiviteter fra Fars Legestue for fædre på barsel og deres børn samt flere 65+ aktiviteter.
Foreningen har også et kunstprojekt kaldet Skjold Contemporary og er sandsynligvis eneste fodboldklub i verden med en kunstnerisk leder.

## Spillere fra klubben
- Johannes Andersen (2003-04 + 2006-?)
- Bror Blume (1995-2007)
- Anders Jochumsen (2001-03)
- Kenneth Jørgensen (2001-05)
- Salomon King (2006-07, 2009-10)
- Kasper Klausen (2003-05)
- Rubinco Lozanovski (2002-06)
- Michael Ribers (2002-05)
- Delphin Tshiembe (2010-12)
- Igor Vujanović (2002-06, 2010-11)
- Kristoffer Wichmann (2003-05)

En række topspillere er begyndt som ungdomsspillere i klubben, blandt andre:
- Per Frandsen
- Pierre-Emile Højbjerg
- Yussuf Poulsen
- Nicolai Vallys
- Kenneth Zohore

## Ekstern kilde/henvisning
- BK Skjolds officielle hjemmeside